# Xian du Huangmei
Le xian de Huangmei (黄梅县 ; pinyin : Huángméi Xiàn) est un district administratif de la province du Hubei en Chine. Il est placé sous la juridiction de la ville-préfecture de Huanggang.

## Démographie
La population du district était de 979 464 habitants en 1999.